# Чемпіонат Російської імперії з футболу 1913

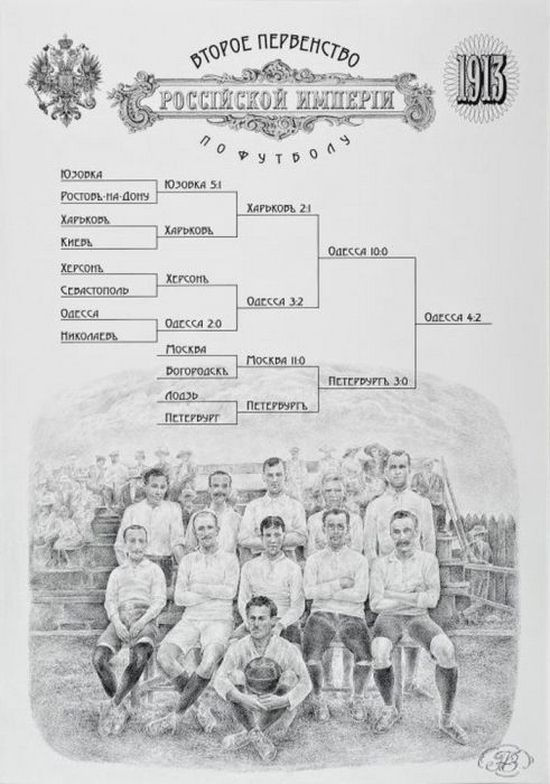
Чемпіонат Російської імперії з футболу 1913 року.

Чемпіонат Російської імперії з футболу 1913 року — другий чемпіонат імперії серед команд міст. У чемпіонаті взяли участь команди 13 міст, які були розділені на 2 групи:
| Північна група                                              | Південна група                                                                      |
| ----------------------------------------------------------- | ----------------------------------------------------------------------------------- |
| 1. Богородськ 2. Лодзь 3. Москва 4. Рига 5. Санкт-Петербург | 1. Київ 2. Миколаїв 3. Одеса 4. Ростов 5. Севастополь 6. Харків 7. Херсон 8. Юзівка |

## Північна група

### Півфінали
| Команда 1       | Команда 2  | Рахунок |
| --------------- | ---------- | ------- |
| Москва          | Богородськ | 11:0    |
| Санкт-Петербург | Лодзь      | +:−     |

Команда Риги відмовилась від участі у змаганнях.

### Фінал
| Команда 1       | Команда 2 | Рахунок |
| --------------- | --------- | ------- |
| Санкт-Петербург | Москва    | 3:0     |

## Південна група

### Чвертьфінали
| Команда 1 | Команда 2   | Рахунок |
| --------- | ----------- | ------- |
| Юзівка    | Ростов      | 5:1     |
| Харків    | Київ        | +:−     |
| Херсон    | Севастополь | +:−     |
| Одеса     | Миколаїв    | 3:2     |

### Півфінали
| Команда 1 | Команда 2 | Рахунок |
| --------- | --------- | ------- |
| Юзівка    | Харків    | 1:2     |
| Одеса     | Херсон    | 10:0    |

### Фінал
| Команда 1 | Команда 2 | Рахунок |
| --------- | --------- | ------- |
| Харків    | Одеса     | 0:2     |

## Фінал чемпіонату
Фінальний матч відбувся в Одесі. У фіналі зустрілися переможці обох груп — команди Одеси і Санкт-Петербурга. Одеська команда перемогла 4:2, але команда з Петербурга подала протест, оскільки одесити використовували 4 легіонерів замість трьох дозволених. Тому футбольна асоціація вирішила не присуджувати титул чемпіона цього року.
| Команда 1 | Команда 2       | Рахунок |
| --------- | --------------- | ------- |
| Одеса     | Санкт-Петербург | 4:2     |